# Phyllocyclus lucidissimus
Phyllocyclus lucidissimus är en gentianaväxtart som först beskrevs av H.Lev. och Vaniot, och fick sitt nu gällande namn av Thiv. Phyllocyclus lucidissimus ingår i släktet Phyllocyclus och familjen gentianaväxter. Inga underarter finns listade i Catalogue of Life.